# Divocí a zlí
Divocí a zlí je čtyřdílná sci-fi série Jiřího Kulhánka, která popisuje příběh geneticky a lékařsky upraveného vesmírného pilota Patejla ze 24. století, který ovládá pravděpodobnostní pole. Společně se svými dvěma druhy se díky nešťastné náhodě ocitne ve 21. století, odkud se snaží dostat.
Knihy jsou psány z větší částí ich formou (v 1. osobě), jsou plné brutálního násilí, naturalistických popisů boje a umírání a notné dávky černého humoru, který je osobitý pro většinu Kulhánkových knih.
Příběh se skládá ze čtyř knih s názvy: Čas mrtvých, Hardcore, Temný prorok a Kříže.

## Čas mrtvých

### Motto
Říkal mi komandér Horak, že nejsem zrovna 
sympatický člověk.
Má pravdu – nejsem člověk.
A jsem na to pyšný.

### Motto 2
„Není důležité vyhrát, ale zúčastnit se. I když vyhrát je taky hezké. Hlavně když vyhrávám já.“

— Patejl

### My
Kniha začíná v Praze 21. století. Teroristé obsadili mrakodrap a vyhazují z oken rukojmí. Přivolaná elitní jednotka selhala. Teroristé mezitím v mrakodrapu narazí na starou uklízečku. V rukou se jí místo rýžáku objeví samurajský meč.
Jmenuje se Elvíra. Říkají jí Stínová Elvíra. Prvního člověka zabila kdysi dávno, v bojích, které začnou za 280 let.
V baru plném černochů vypráví holohlavý albín rasistické vtipy. Vzápětí vytáhne samopaly (4, v každé ruce má jeden), chce vědět, kde je unesené děvče. Když nedostane odpověď, veškeré osazenstvo baru postřílí.
Říkají mu Hnusák nebo Stonožka. Se zabíjením začal už dávno. V bojích, které začnou za 280 let.
V opuštěné tovární hale se sešli obchodníci s heroinem. Plány jim překazí jakýsi muž. Jmenuje se Patejl, ale říkali mu Krvavý Patejl. On, Elvíra i Hnusák jsou ti 'hodní'.

### Ostatní
Všichni tři se v Praze setkají s Olliem Rio Parkerem. Ukáže jim nahrávku s Kyberkentaurem a Křižákem – dvěma stroji z budoucnosti, kteří se právě objevili v Praze. Později na Patejla narazí reportérka Veronika Braunerová. Právě spolu mluví, když na Patejla zaútočí mrtvý, kterého zabil předchozího dne. I s Hnusákem se dostanou na vojenské letiště. Odlétají do Ameriky. Cestou sestřelí dvě stíhačky a vrtulník, které proti nim pošle česká armáda. V Americe ukradnou tahač. Opět se objevují mrtví, které Patejl zabil. Vybourají se a skončí v nemocnici, kde nechají Veroniku, sami utečou a rozdělí se. Po Patejlovi jde policie i FBI. Patejl unikne, ale Hnusák je zadržen a zavřen do vězení pro mimozemské entity.
Patejl se potřebuje dostat k Huronskému jezeru, kde má schovanou Šlupku. (Stroj na cestování prostorem, využívaný v budoucnosti Piloty, ke kterým Patejl patřil. V jeho případě dojde k sabotáži, při které skočí časem místo prostorem.)
Pomůže mu Veronika, která znenadání přiletí s vrtulníkem. U Huroského jezera čekají mrtví a Kyberkentaur. I přesto se dokáží dostat do Patejlovy Šlupky. S Veroničinou pomocí se přenesou do vesmíru a poté se chtějí přenést zpět do USA. Když však vystoupí ze Šlupky, narazí na muže s kopími, mluvícími staroangličtinou. Veronika se kamsi ztratí a Patejl ji nemůže najít. Příštího dne bojuje společně s Angličany, na jejichž straně je i jistý Merlin (při pohledu do jeho očí Patejl pozná, že i on dovede cestovat časem) proti Dánům, vedenými upírem, který si říká Olaf, když se objeví Kyberkentaur a Křižák. Patejl a kněz Patrick jsou Dány zajati a mají být upáleni. Patejlovi se díky bojové kombinéze z 24. století nic nemůže stát, ale k jeho překvapení oheň nevadí ani Patrickovi, který je však vzápětí zabit kladivem. Patejl je chycen do sítě, ze které se nemá šanci dostat.

## Hardcore
Poté je Patejl odvezen na hrad, kde je uvržen do hladomorny. Tam ho přijde navštívit mladá šlechtična – královna Elfrida, která si myslí, že je navrátivším se Ježíšem. Patejl se také potají setká s králem Alfredem, od kterého se dozví, že se Veronika ztratila. Alfred mu poví také o Merlinovi, který přečkal staletí díky jakési kouli.
Příštího dne je Patejl odveden do kobky a zazděn. Nalezne však klíč a pravděpodobnostní pole, díky němuž se dostane do 21. století.
Nejdříve zamíří do knihovny, kde se setká se slečnou Tinkenovou. Oba zamíří do Londýna, kde se Patejl stane členem církve Zářícího spasitele (říkají si Bratři), která slibuje něco jako ráj na zemi.
Její členové se zmocní vlády v Anglii, Belgii, Německu, Francii, Holandsku, Španělsku a Portugalsku.
Patejl se dozví, že nepřítelem Zářícího spasitele je Temný prorok. Jen on ho může zničit. Vzápětí zjistí, že členové církve za Temného proroka považují právě jeho a chtějí jej zabít.
Podaří se mu uniknout. Ale v Londýně se objeví Kyberkentaur, který ho začne honit ulicemi. Patejl nakonec vjede na motorce do Temže. Bratři vědí, že tam je. Vyleze z řeky a dojde do baru U Červeného kohouta. Domluví se s osazenstvem, které mu má pomoci dostat se do Ameriky. Odplouvají. Patejl je však v americkém přístavu zrazen, chycen a dopraven k doktoru Seydelmannovi. Seydelmann ho mučí. Pomůže mu malá culíkatá holka, která rozpráší všechny, kteří se je snaží chytit. Děvče je zabito a Patejl se dostává do Šlupky. Tam na něj čeká Zářící Spasitel…

## Temný prorok
Patejl stráví měsíc v Rakvi (lékařský automat). Změnil se jen v jednom: pravé oko nemá duhovězlaté, ale černé. Ozbrojí se a vyjde ze Šlupky. Chce najít doktora Seydelmanna, nejdříve ale zamíří do Německa. Lodí. Loď přepadne komando Zelený úsvit, Patejl je pozabíjí, mrtví se však zvednou a snaží se ho zabít. Přesto se mu podaří dostat se do Travemünde. Potřebuje mluvit s Madam Barbarou. Barbara alias Barbar Fitz se přidá k Patejlovi. Společně se dostanou ke Krysovi, u kterého Patejl nakoupí zbraně. Patejl přemýšlí do jaké míry může Barbarovi věřit.
V Holandsku narazí na policejní zátarasy. Prostřílí se a dojedou do Anglie.  Poté se Patejl setkává s Magde. U ní objeví komiks s názvem THE WAY OF THE BLOOD (Cesta krve). Na jednom z obrázků je Kyberkentaur.
Magde vezme Patejla k sobě do bytu. Ráno se Patejl vypraví do Červeného kohouta. Uvědomí si, že jeho osazenstvo nedýchá, má svislé zornice a dlouhé špičáky…

## Kříže
Není důležité vyhrát, ale přežít.
I když vyhrát je taky fajn.
Obzvlášť, když vyhraju já.
Upíři mu prozradí, kde je Seydelmann. Nejdříve se však vydá za Magde a zjistí, že zmizela. Dostaví se do mrakodrapu, kde má být Seydelmann. I tam jsou mrtví. Rozpráší je muž jménem Zahartof. Vzápětí však na Zahartofa zaútočí upíři a Bratři. Patejl zachrání Magde a narazí na Seydelmanna, kterého kdosi mučil. Uniká z mrakodrapu a pronásledován mrtvými se setká se Zahartofem. Dozví se, že Zahartof patří k alchymistům neboli Lovcům. Patejl mu řekne, ať se postará o Magde a zamíří ke Šlupce, u které se má setkat s Merlinem. Nastaví na diktafonu po Veronice skladbu An Angel a dá diktafon do Šlupky.
Objeví se Veronika spolu s ostatními upíry. Patejl začne mít vidiny bitvy lidí s Protivníky, konané ve 24. století.
Patejl se setká s Olafem, neboli Vertolem. Drží v zajetí Magde. Patejl se dozví, že královna Elfrida byla matkou alchymistů. Uvědomí si, že vidiny bitvy nebyly vidinami.
Objevuje se malé děvče, které mu opět pomůže. Dozví se, že je klonem Stínové Elviry. Společně unikají do starého kláštera. Na klášter ale zaútočí Bratři a vojsko…
Patejl má opět vidiny bitvy v budoucnosti, ve kterých je Merlin přitlučen na kříži…
Dorazí k dveřím s nápisem KRYT, na které útočí Protivníci. V krytu se setká se sestrami, kteří mu říkají Pane a vědí o jeho viděních, a potká se také s Hassilem, klonem Hnusáka. Také mu vrátí bojovou kombinézu, o kterou přišel u Seydelmanna…
Patejl zamíří do hotelu New Hilton. Tam se proti němu postaví jakási bytost – bratr Zářícího spasitele. Veronika přijde Patejlovi na pomoc, ale ani ona nemá proti bytosti šanci. Jsou chyceni a zavřeni stejně jako Magde a Elvira.
Patejl má opět vidiny a zároveň si uvědomuje, že umírá. Ostatní ale použijí Formuli sedmého zubu. Díky ní se Patejl uzdraví. Uvědomí si, že ho mrtví poslouchají a porazí bratra Zářícího spasitele.
Druhého dne se objevuje Kyberkentaur a Křižák, které Patejl porazí. Na Londýn se valí nekonečná armáda Protivníků. Jen on je může zastavit. Pomáhá mu Veronika a Hassilo. Patejl se snaží Protivníky zastavit a zatlačit zpět do opony silovým polem. To se mu sice chvíli daří, ale nakonec ho masa stamilionové armády začne přemáhat. Když už je skoro na dně sil, něco se v něm zlomí a probudí se v něm starý Patejl. Krvavý Patejl. Proč by měl Armádu zatlačit zpět, když ji může vyvraždit. Ze silového pole tak místo bariéry vytvoří obrovské rotující čtyřlisté vrtule a pošle je na Armádu. Za pár minut je po všem a z Armády zbude jen obrovské jezero krve a mrtvol. (Před neviditelnými vrtulemi nic neobstálo. Obrovští jezdci se pod nárazy lopatek rozprskávali jako rajčata a části jejich krunýřů ničily vlastní řady jako šílené buldozery. Výbuchy hlíny a masa zastíraly nebe. Přes neuvěřitelnou zkázu to bylo daleko méně náročné než udržet tu strašnou vlnu. A taky daleko efektivnější. A zábavnější. Krom dávivých zvuků před obrazovkami bylo na celém světě smrtelné ticho. Vrtule nejenže Armádu zarazily, ale začaly ji tlačit (mixovat) zpět do moře. Ti, kteří se převlékli do bratrských sutan, se začínali svlékat. A Američané měli další národní trauma – největší mlýnek na maso všech dob je v Evropě.)
Všichni přeživší se poté setkají u Šlupky. Loučí se.
Ve 24. století se Patejl setká s Merlinem. Merlin mu říká: Ty jsi dobro, já jsem zlo. Ale tváří v tvář nekonečnému zlu, jsi ty jen větší dobro a já to menší. Také mu připomene vše co v 9. a 21. století vykonal. Patejl si uvědomí, že je Ježíšem. Merlin je Satanem…